# Jan Jawicz
Jan Jawicz (ur. 23 kwietnia 1897 w Kaplonosach, zm. 1986) – major administracji Wojska Polskiego.

## Życiorys
Pochodził z miejscowości Kaplonosach, w powiecie włodawskim. W latach I wojny światowej początkowo służył w armii rosyjskiej, następnie, od końca 1915 roku w Brygadzie Strzelców Polskich, Dywizji Strzelców Polskich, a od lata 1917 roku w I Korpusie Polskim w Rosji, a następnie od 1918 roku w III Korpusie Polskim w Rosji. 
W latach 1919–1927 służył pod rozkazami generała broni Lucjana Żeligowskiego. Początkowo w jego Grupie Operacyjnej, pełniąc funkcję komendanta stacji rozdzielczej w Mińsku. Od 1920 roku był adiutantem Naczelnego Dowódcy Wojsk Litwy Środkowej. Jego oddziałem macierzystym był wówczas Wileński pułk strzelców. Następnie był kierownikiem kancelarii Inspektora Armii nr 2 w Warszawie, pozostając oficerem nadetatowym 85 pp. W kwietniu 1925 roku został przeniesiony do 21 pułku piechoty w Warszawie. W grudniu tego roku został przydzielony do Adiutantury ówczesnego Ministra Spraw Wojskowych generała Żeligowskiego na stanowisko oficera ordynansowego. 3 maja 1926 roku awansował na kapitana ze starszeństwem z dniem 1 lipca 1925 roku i 279. lokatą w korpusie oficerów piechoty.
Po zamachu majowym oficer ordynansowy Żeligowskiego jako Inspektora Armii. Po przejściu generała na emeryturę służył pod rozkazami inspektora armii, generała broni Kazimierza Sosnkowskiego, w latach 1927–1938 jako jego oficer ordynansowy, a od 1938 roku jako oficer dyspozycyjny. W 1937 roku został przeniesiony do grupy administracyjnej korpusu oficerów administracji, zachowując umundurowanie korpusu oficerów piechoty. Na majora został awansowany ze starszeństwem z dniem 19 marca 1938 roku i 46. lokatą w korpusie oficerów administracji, grupa administracyjna.
Po wybuchu II wojny światowej uczestnik obrony Lwowa, negocjował z Sowietami warunki poddania miasta. Internowany przez Armię Czerwoną, zbiegł z niewoli i przedostał się na Węgry, a następnie do Francji. Oficer dyspozycyjny Sosnkowskiego jako Komendanta Głównego Związku Walki Zbrojnej (listopad 1939–czerwiec 1940). Po klęsce Francji i przeniesieniu władz polskich do Londynu w dalszym ciągu współpracował z Sosnkowskim, także po dymisji generała z funkcji państwowych latem 1941 r. Od 8 lipca 1943 do 30 września 1944 r. oficer sztabowy do zleceń Naczelnego Wodza. Po dymisji Sosnkowskiego w dalszym ciągu jego oficer do zleceń. Od lipca 1945 r. służył w Gabinecie Naczelnego Wodza generała dywizji Tadeusza Bór-Komorowskiego, zaś od listopada 1945 do 1946 r. w Oddziale Ogólnym Sztabu Naczelnego Wodza. Po wojnie początkowo przebywał na emigracji, później powrócił do kraju, gdzie zmarł w 1986 r.

## Ordery i odznaczenia
- Krzyż Niepodległości (20 lipca 1932)[6]
- Krzyż Kawalerski Orderu Odrodzenia Polski
- Krzyż Walecznych[7]
- Srebrny Krzyż Zasługi (10 listopada 1928)[8][7]
- Krzyż Zasługi Wojsk Litwy Środkowej (3 marca 1926)[9]
- Odznaka Pamiątkowa Generalnego Inspektora Sił Zbrojnych (12 maja 1936)